# Gynandraspis gabonensis
Gynandraspis gabonensis är en insektsart som beskrevs av Alfred Serge Balachowsky och Matile-ferrero 1980. Gynandraspis gabonensis ingår i släktet Gynandraspis och familjen pansarsköldlöss.
Artens utbredningsområde är Gabon. Inga underarter finns listade i Catalogue of Life.